# Hongaarse Unitarische Kerk
De Hongaarse Unitarische Kerk (Hongaars: Erdélyi Unitárius Egyház, Roemeens: Biserica Unitariană din Transilvania) is een protestants kerkgenootschap in Roemenië en Hongarije. In Hongarije heeft het genootschap 25.000 leden, in Roemenië 80.000.
De geschiedenis van de kerk gaat terug tot het jaar 1568 toen het kerkgenootschap werd gesticht. 
In 1920 kwamen de leden van de kerk terecht in twee landen door het Verdrag van Trianon dat Hongarije opdeelde. Tussen 1920 en 2010 was er sprake van twee Hongaarse en Roemeense zuster-kerkgenootschappen die daarna weer werden verenigd.
In Roemenië (Transsylvanië) wonen de meeste gelovigen in het gebied rond Dârjiu en Rimetea. Hier zijn dorpen waar meer dan 90% van de bevolking tot het genootschap behoort. Het centrum van het kerkgenootschap ligt echter in Cluj-Napoca (Kolozsvár) waar de bisschop zetelt, de dominees worden opgeleid aan de Theologische Universiteit en de hoofdkerk en het bisschoppelijk paleis staan.

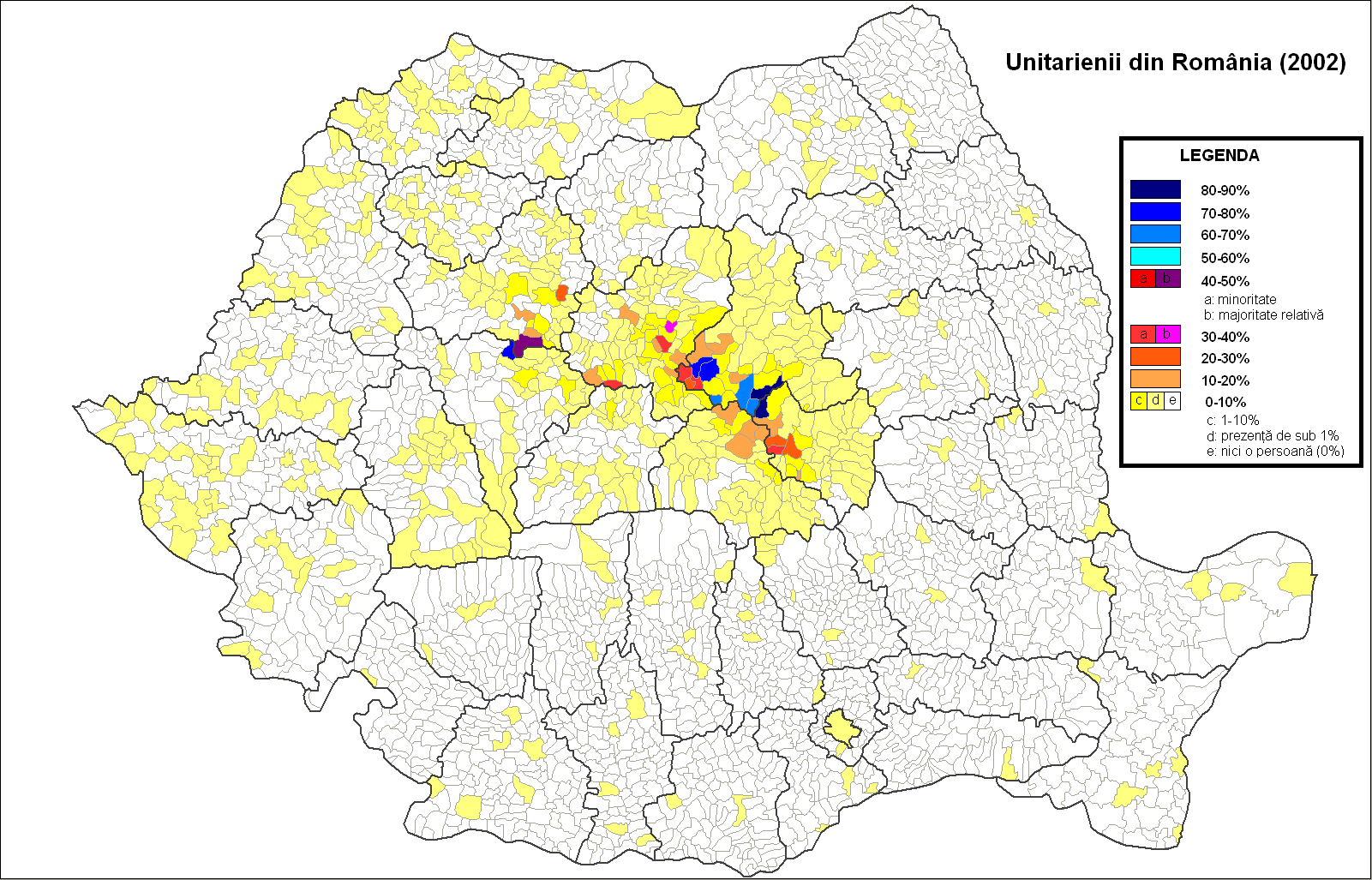
Unitariërs in Roemenië 2002

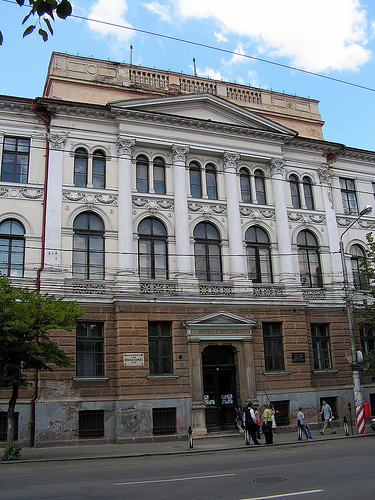
Het bisschoppelijk paleis en het János Zsigmond Unitarisch College in Cluj-Napoca